# Mirin
 (octobre 2008).
Si vous disposez d'ouvrages ou d'articles de référence ou si vous connaissez des sites web de qualité traitant du thème abordé ici, merci de compléter l'article en donnant les références utiles à sa vérifiabilité et en les liant à la section « Notes et références ».
Le mirin (味醂, みりん, signifiant textuellement « sapide anti-astringent ») est une sorte de saké très doux (sucré), utilisé aujourd'hui presque uniquement comme assaisonnement en cuisine japonaise et coréenne.
C'est un liquide jaunâtre pâle à ambré, sirupeux et assez sucré, à degré alcoolique généralement inférieur au saké (11 à 18°). Il est fabriqué avec du riz gluant cuit, fermenté par un kōji (moût de vinification) additionné d'eau de vie (le plus souvent du shōchū). Contrairement au saké, il se conserve plusieurs années mais doit être stocké en lieu frais, à l'abri de la lumière.

## Vertus et utilisation
Riche en acides aminés et en sucres, il donne aux plats qu’il assaisonne une couleur dorée avec un effet « laqué » des plus appétissants, remarquable dans les teriyaki, tout en leur communiquant son arôme fruité complexe et une saveur finement sucrée.
Le mirin est employé aussi bien pour les plats grillés que bouillis, les sauces et les bouillons. C'est également un ingrédient incorporé aux sauces salade et dans certaines pâtisseries japonaises.

## Historique
L'ouvrage (湖雅巻八造醸), datant de la  période de transition entre la dynastie Ming et la dynastie Qing, (vers 1644) dit que ce type de vin sucré a pour origine un vin chinois nommé milin (密淋). Le terme lin/rin (淋) signifie goutte et le terme mi (密) signifie dense (goutte dense) ou parfois meilin (美淋, littéralement, belle goutte),.
En 1649 (2e année de Keian（慶安二年）), l'ouvrage Teitoku Bunshū《貞徳文集》signale l'arrivée au Japon et dans le royaume de Ryūkyū de ce produit venu de l'étranger.
D'abord connu au Japon comme une sorte d'hydromel (alcool de miel doux) que les femmes buvaient au Nouvel An, il fut ensuite utilisé dans certains restaurants comme assaisonnement à partir de la fin du XVIIe siècle. Les cuisiniers avaient remarqué qu'il masquait ou annihilait avantageusement les odeurs prenantes de poisson et de viande, empêchait les aliments de se défaire à la cuisson et facilitait la pénétration des sauces tout en rehaussant les saveurs.
Sa qualité s'améliorant au fil des siècles, sa consommation s’est popularisée après la Seconde Guerre mondiale, devenant un produit indispensable dans le placard de la cuisine familiale, aux côtés de l'huile de sésame, du shōyu et du vinaigre de riz.

## Fabrication
Le mirin est fabriqué à partir d'un mélange de mochigome (もちごめ, riz gluant) cuit à la vapeur et de shōchū (eau-de-vie de riz à 25-42°). La première fermentation est assurée par l'incorporation d'un kōji semblable à celui du saké ou du miso. On laisse ensuite mûrir en mélangeant régulièrement pendant deux ou trois mois (au moins six mois dans la fabrication artisanale) à une température de 20 °C, avant de filtrer. L'affinage d'un bon mirin peut s'étendre sur plusieurs années.
Le mode de préparation du mirin repose sur la saccharification de l'amidon par le kōji, mais le processus diffère de celui du saké du fait que la présence de grandes quantités d'alcool enraye la fermentation du shōchū, ce qui a pour effet de limiter les transformations chimiques à une action dissolvante sur l'amidon.

## Variétés demirin
Il existe plusieurs types de mirin, chacun ayant un degré d'alcool et un caractère qui lui est propre. La plupart conservent l'arôme classique, mais certains sont assaisonnés de matières spéciales : jus de prunes umé (梅ジュース, Ume-jūsu), feuilles de plantes aromatiques… 
Quelques exemples :
- Mirin sept ans : 11,4°
- Homei-shu : 12,25°
- Kuwa-zake Iyo : 12,50°
- Yoroshu Iyo : 12,85°
- Kanro-shu : 13,20°
- Nagare-yama : 10,00°
- M'me-shu : 13,15°, goût plaisant et acide, odeur de prune
- Shisso-shu : 18,50°, saveur de cannelle due à la macération de feuilles de shiso japonais (Perilla arguta).

On classe en général le mirin en trois grandes catégories :
1. Hon mirin : réputé meilleur et plus authentique. Il est généralement le plus cher. Il a le plus long temps d'affinage et le plus haut degré l'alcool.
2. Shin mirin : industriel, et généralement moins cher. Il est produit beaucoup plus rapidement et contient un faible degré d'alcool.
3. Shio mirin : du mirin mélangé à du sel ("shio" en japonais).

## Composition
Quantités pour 100 g :
- Valeur énergétique : 236 kcal ;
- Eau ;
- Glucides : 59 % ;
- dont sucres : 42 % ;
- Protéines : 0,4 % ;
- Lipides : 0 % ;
- Total non fibres : 41,9 % ;
- Potassium : 8 mg ;
- Phosphore : 7 mg ;
- Calcium : 2 mg ;
- Sodium : 1 mg ;
- Niacine : 0,2 mg ;
- Fer : 0,1 mg ;
- Fibres, rétinal, carotène, thiamine, riboflavine, acide ascorbique : 0 mg